# Cardopusher
Cardopusher is de artiestennaam van muzikant  Luis Garbàn. Hij maakt sinds 2005 elektronische muziek, waaronder Breakcore, IDM en raggacore. Zijn werk werd uitgegeven door onder andere Peace Off en hyperdub.

## Discografie

### Albums
- Hippie Killers Don't Mind Jah Conversations (2006)
- Unity Means Power (2008)
- Yr Fifteen Minutes Are Up (2010)